# Toyota AE86
La Toyota AE86 è un'autovettura di tipo coupé o hatchback prodotta dalla casa automobilistica giapponese Toyota nel 1983 come parte della quinta generazione del modello Corolla.
Grazie alle sue qualità e caratteristiche, la AE86 ha guadagnato una grande popolarità nella disciplina del drifting. La sua fama nel mondo occidentale è inoltre strettamente legata alla popolare e longeva serie manga ed anime Initial D.

## Sviluppo
Il codice telaio “AE86” rappresenta l'abbreviazione del modello 1600cc a trazione posteriore. Secondo il codice Toyota, la “A” rappresenta il motore dell'auto (4A), “E” rappresenta la Corolla, 8 rappresenta la quinta generazione del modello (E80), e 6 rappresenta la variazione all'interno di questa generazione. Sono state costruite due differenti versioni, Levin e Trueno.
In Giappone l'AE86 era conosciuta anche come Hachi-Roku (ハチロク?), giapponese per “8-6”. Il modello Sprinter-Trueno era esclusivo delle concessionarie Giapponesi chiamate Toyota Vista Store, mentre la Corolla Levin era modello esclusivo delle concessionarie Toyota Corolla Store. La parola “Trueno” in spagnolo significa tuono, e “Levin” in inglese antico significa fulmine.
Uno tra i tanti collaboratori dello staff che fu responsabile della creazione di questo modello era Nobuaki Katayama, che più tardi avrebbe guidato il dipartimento motorsport della compagnia, e sarebbe diventato l'ingegnere capo del progetto Altezza una decina d'anni dopo.

## Tecnica
Sia la Levin che la Trueno possono essere hatchback o coupé, con la differenza che la Trueno ha i fari a scomparsa, mentre la Levin li ha fissi. Il modello nato per l'esportazione porta il nome di Corolla per entrambe le versioni.
L'AE86, insieme ai modelli di cilindrata più bassa AE85 (1452cc) e SR5 (1587cc) era a trazione posteriore (a differenza dei modelli a trazione anteriore CE80, EE80, AE82), ed era tra le ultime vetture ad averla in un periodo in cui tutte le auto stavano passando alla trazione anteriore.
L'AE86 era disponibile in Giappone, in America ed in alcuni stati d'Europa, con un motore 4 cilindri a doppio albero a camme (twincam) a iniezione, dalla sigla 4A-GE. Questo motore fu usato anche per la prima generazione della Toyota MR2 (AW11). La potenza massima lorda di questo motore era di circa 130 hp (96 kW) e aveva una coppia di 150 Nm nella versione per il mercato Giapponese, mentre la potenza netta scendeva a 126 hp per il mercato Europeo e 120 per quello Americano. La vettura veniva equipaggiata con un cambio manuale a 5 rapporti, ma più tardi venne aggiunto come optional un cambio automatico. I motori 4A-GE usati nell'AE86 e nell'AW11 furono equipaggiati con il "T-VIS" (Toyota Variable Intake System). Era disponibile di serie l'LSD.
Il mezzo impiegava dei freni a disco autoventilati. Venne equipaggiata con una struttura a sospensioni indipendenti di tipo MacPherson all'anteriore, e una struttura a ponte rigido a 4 bracci con molle elicoidali per il posteriore. Erano presenti delle barre stabilizzatrici da entrambe le parti. I modelli equipaggiati con il 4A-GE montavano un differenziale posteriore da 6.7", mentre i modelli con 4A-U e 4A-C montavano un differenziale posteriore più debole e più piccolo, da 6.38".
L'AE86 ha poi ispirato la Toyota GT86 (a cui Subaru ha contribuito allo sviluppo, e che ha portato al modello BRZ per quest'ultima, mentre la versione per il mercato americano è stata commercializzata come Scion FR-S).

## Versioni

### Toyota AE86 GTV
Sia Trueno che Levin, solo per il mercato Giapponese, era sprovvista di sistema di aria condizionata e servosterzo

### Toyota AE86 GT APEX
Sia Trueno che Levin, solo per il mercato Giapponese, aveva di serie sia aria condizionata che servosterzo e modanature di plastica nera sui parafanghi.
Opzionali all'acquisto per entrambe le versioni: vetri elettrici, tettuccio elettrico, spoiler posteriore, minigonne

### Toyota AE86 Black Limited
Nel 1987 ci fu un'edizione limitata della AE86 chiamata “Black Limited”, che fece da spin-off prima che il modello AE86 fosse sostituito dalla Corolla/Sprinter E92 a trazione anteriore.

### Toyota AE86 SR5
Il modello americano AE86 SR5 usava un motore 4A-C da 1587 cc, con un singolo albero a camme (SOHC), non aveva come optional l' LSD, e aveva i freni posteriori a tamburo. La SR5 aveva inoltre delle sospensioni più morbide e dei piccoli restyling e modifiche interne. L'AE86 SR5 (equipaggiata con 4A-C) aveva come optional un cambio automatico.

### Toyota AE86 GTS
La versione GTS sempre per il mercato americano, dotata del motore 4A-GE DOHC, condivideva numerose componenti con la SR5, ma venne equipaggiata soltanto con un cambio manuale a 5 rapporti.

## Attività sportiva
L'AE86 venne preparata dal team Kraft per la partecipazione al JTCC nella classe GT300 tra il 1998 e il 2001. Tale versione era aggiornata con nuove componenti aerodinamiche, pneumatici e cerchi sportivi, sospensioni irrigidite, sistemi di sicurezza omologati FIA e propulsore 3S-GTE elaborato per produrre 300 cv di potenza. In quattro anni di partecipazione la vettura non riuscì mai ad imporsi nel campionato.

## Eredità culturale

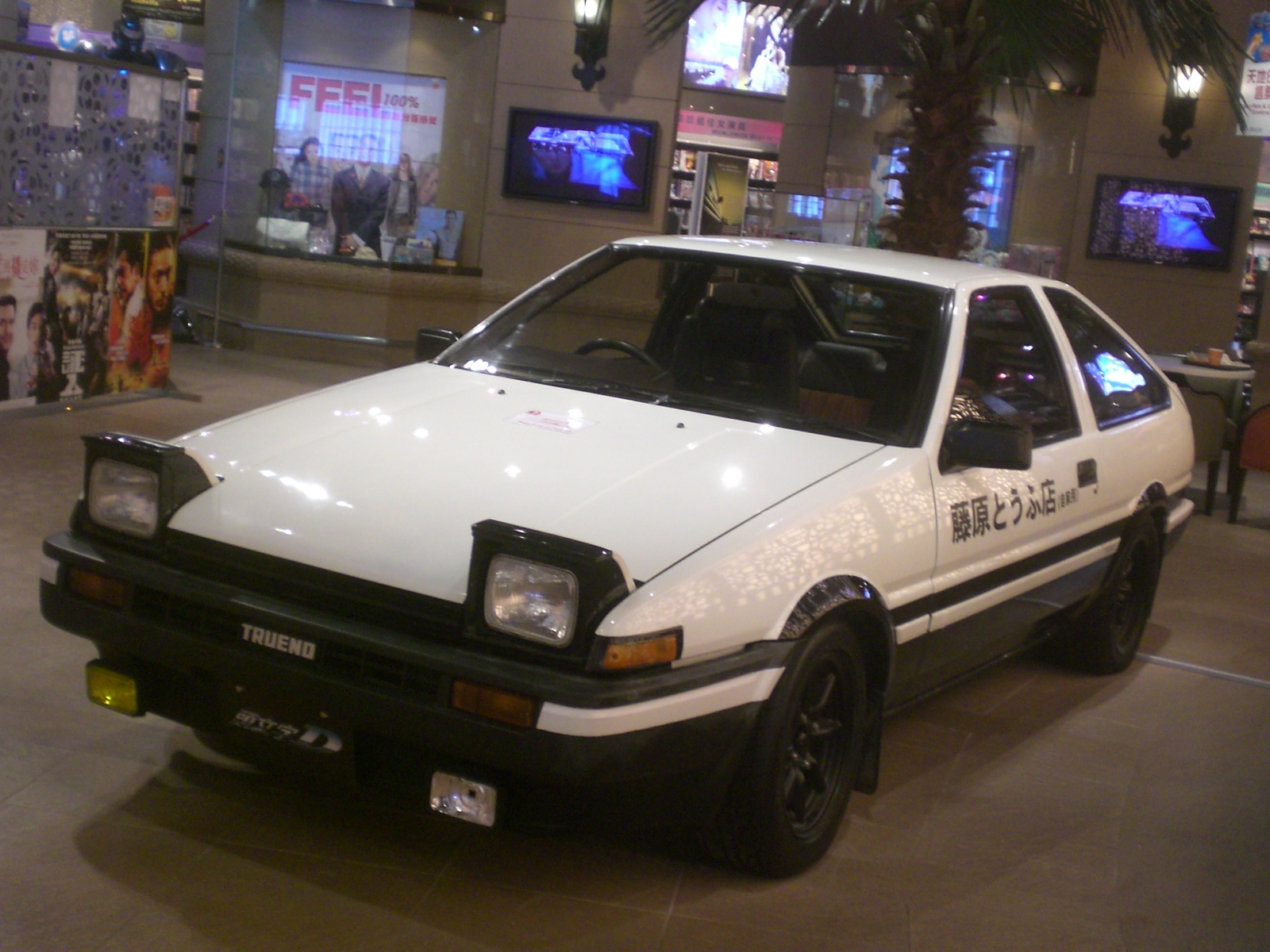
Replica dell'AE86 di Initial D

Takumi Fujiwara, il protagonista dell'anime e manga Initial D, usa la AE86 Trueno GT-Apex Hatchback bianca del padre per correre e per consegnare il tofu, mentre il suo amico Itsuki Takeuchi guida una AE85 Levin, confondendola inizialmente per una AE86. Più avanti nella serie un finto Takumi guida una sua propria AE86 Trueno – sebbene questa sia un Kouki (modello successivo) invece di una Zenki (primo modello). Nel corso della serie due altri avversari di Takumi guidano un AE86, il primo Wataru Akiyama, che guida una AE86 Corolla Levin con turbocompressore (e successivamente modificata sostituendo il turbo con un compressore volumetrico) e Shinji Inui, che guida una versione coupé Notchback dell'AE86 Trueno nel finale della serie. La AE86 è anche giocabile nella serie di videogiochi Initial D Arcade Stage. Prima di scrivere Initial D Shuichi Shigeno scrisse il manga Tunnel Nuketara Sky Blue, nel quale è presente una AE86 Trueno GT-Apex Hatchback.
La popolarità di Initial D viene citata come la principale ragione del costo dell'usato, spesso definito "Takumi tax" o "Tofu tax", dal servizio di consegna di Tofu del protagonista.